# Canicosa de la Sierra (kommunhuvudort)
Canicosa de la Sierra är en kommunhuvudort i Spanien.   Den ligger i provinsen Provincia de Burgos och regionen Kastilien och Leon, i den centrala delen av landet, 180 km norr om huvudstaden Madrid. Canicosa de la Sierra ligger 1 142 meter över havet och antalet invånare är 565.
Terrängen runt Canicosa de la Sierra är huvudsakligen kuperad, men åt sydväst är den platt. Runt Canicosa de la Sierra är det ganska tätbefolkat, med 120 invånare per kvadratkilometer. Närmaste större samhälle är Quintanar de la Sierra, 5,1 km norr om Canicosa de la Sierra. I omgivningarna runt Canicosa de la Sierra växer i huvudsak barrskog.